# جوزيف بواكاي
جوزيف بواكاي (بالإنجليزية: Joseph Boakai)‏ هو سياسي ليبيري يشغل منصب نائب رئيس ليبيريا منذ عام 2006، حيث إن الرئيسة هي إلين جونسون سيرليف. لم يستطع التفوق في الانتخابات الرئاسية عام 2017 حيث فاز بها لاعب كرة القدم السابق جورج ويا.
شغل جوزيف بواكاي منصب وزير الزراعة للفترة 1983 حتى 1985.